# 4660 Nereus
4660 Nereus eller 1982 DB är en mindre asteroid (~1 km) asteroid, upptäckt av den amerikanska astronomen Eleanor F. Helin den 28 februari 1982 vid Palomarobservatoriet. Den har fått sitt namn efter Nereus, en havsgud inom grekisk mytologi.
Nereus är en Apollo-asteroid och korsar Mars bana, med en omloppsbana som regelbundet kommer mycket nära jorden och därför är lätt att nå med rymdfart. På grund av att den är så liten så krävs det mindre kraft för att nå denna asteroid än det krävs för att nå månen.
Nereus närmar sig jorden på ett avstånd av mindre än 5 miljoner km under tiden 1900-2100. Det närmaste kommer att bli under februari 2060 med 1,2 miljoner km. Nästa möte sker i december 2021 vid ett avstånd av 3,9 miljoner km.
Två rymdsonder har planerats till Nereus, det privata Near Earth Asteroid Prospector och den japanska rymdsonden Hayabusa. Den förstnämndas status är oklar och den senare skickades till 25143 Itokawa istället på grund av förseningar.
Nereus har avbildats med hjälp av radar, vilket avslöjar en något utsträckt form.